# Klaus Pohl
Klaus Jürgen Pohl (ur. 1 sierpnia 1941 w Demmin) – wschodnioniemiecki zapaśnik walczący w stylu klasycznym. Dwukrotny olimpijczyk. Jedenasty w Meksyku 1968 i siódmy w Monachium 1972. Walczył w kategorii 68 – 74 kg.
Szósty na mistrzostwach świata w 1965. Złoty medalista mistrzostw Europy w 1966 i brązowy w 1967 roku.
Mistrz NRD w 1964, 1965, 1966 i w latach 1968-1972; drugi w 1962, 1965 i 1967; trzeci w 1961 i 1963 roku.